# Malebauk
Malebauk ist ein Ortsteil des osttimoresischen Dorfes Aidabaleten in der Aldeia Tasi Mean (Suco Aidabaleten, Verwaltungsamt Atabae, Gemeinde Bobonaro). Er liegt in einer Meereshöhe von 9 m.
Malebauk liegt als einziger Ortsteil Aidabaletens nördlich des Flusses Berita und damit in der Aldeia Tasi Mean. Der Rest von Aidabaleten befindet sich in der Aldeia Tutubaba. Die Besiedlung nimmt nach Norden zum Nachbarort Ailok Laran (Kailokolaran) kaum ab. In Malebauk befindet sich ein Stützpunkt der Unidade da Polícia Marítima (UPM) und ein Sendemast der Telkomcel.